# 裸吻奈氏鱈
裸吻奈氏鱈，為輻鰭魚綱鱈形目鼠尾鱈科的其中一種。分布於西太平洋區的婆羅洲Sibuko灣海域，棲息在中水層，約水深635公尺，生活習性不明。